# أليسون كوين
أليسون كوين (بالإنجليزية: Alison Quinn)‏ هي منافسة ألعاب القوى أسترالية، ولدت في 21 أبريل 1977 في Manly, New South Wales ‏ في أستراليا.

## روابط خارجية
- أليسون كوين على موقع النتائج التاريخية لألعاب القوى الأسترالية (الإنجليزية)
- أليسون كوين على موقع Paralympic.org (الإنجليزية)